# Стрибки у воду на літніх Олімпійських іграх 1972
Змагання зі стрибків у воду на літніх Олімпійських іграх 1972 у Мюнхені тривали з 27 серпня до 4 вересня (31 серпня - вихідний) в Олімпія-Швіммгалле. Розіграно 4 комплекти нагород (по 2 серед чоловіків і жінок). Змагався 91 стрибун і стрибунка у воду з 25-ти країн.

## Медальний залік
Дисципліни названо згідно з позначеннями Міжнародного олімпійського комітету, але в офіційному звіті їх наведено, відповідно, як "стрибки у воду з трампліна" і "стрибки у воду з вишки".

### Чоловіки
| Дисципліна    | Золото                | Срібло                  | Бронза                  |
| ------------- | --------------------- | ----------------------- | ----------------------- |
| Трамплін, 3 м | Володимир Васін (URS) | Джорджо Каньйотто (ITA) | Крейґ Лінколн (USA)     |
| Вишка, 10 м   | Клаус Дібіасі (ITA)   | Річард Рідзе (USA)      | Джорджо Каньйотто (ITA) |

### Жінки
| Дисципліна    | Золото              | Срібло               | Бронза             |
| ------------- | ------------------- | -------------------- | ------------------ |
| Трамплін, 3 м | Мікі Кінґ (USA)     | Ульріка Кнапе (SWE)  | Маріна Яніке (GDR) |
| Вишка, 10 м   | Ульріка Кнапе (SWE) | Мілена Духкова (TCH) | Маріна Яніке (GDR) |

## Таблиця медалей
| Місце               | Країна               | Золото | Срібло | Бронза | Загалом |
| ------------------- | -------------------- | ------ | ------ | ------ | ------- |
| 1                   | Італія (ITA)         | 1      | 1      | 1      | 3       |
| 1                   | США (USA)            | 1      | 1      | 1      | 3       |
| 3                   | Швеція (SWE)         | 1      | 1      | 0      | 2       |
| 4                   | СРСР (URS)           | 1      | 0      | 0      | 1       |
| 5                   | Чехословаччина (TCH) | 0      | 1      | 0      | 1       |
| 6                   | НДР (GDR)            | 0      | 0      | 2      | 2       |
| Загалом (6 збірних) | Загалом (6 збірних)  | 4      | 4      | 4      | 12      |

## Країни-учасниці
Список країн, чиї спортсмени взяли участь в Іграх. У дужках - кількість учасників від кожної країни.
- Австралія  (3)
- Австрія  (4)
- Канада  (8)
- Колумбія  (2)
- Чехословаччина  (1)
- НДР  (7)
- Фінляндія  (2)
- Франція  (3)
- Велика Британія  (8)
- Індонезія  (1)
- Італія  (2)
- Ямайка  (1)
- Японія  (3)
- Мексика  (4)
- Нідерланди  (2)
- Норвегія  (1)
- Польща  (3)
- Пуерто-Рико  (1)
- Румунія  (3)
- СРСР  (9)
- Іспанія  (2)
- Швеція  (2)
- Швейцарія  (1)
- США  (8)
- ФРН  (9)